# سوژوو (جیناگ‌سو)
سوژوو (به چینی: 蘇州 به انگلیسی: Suzhou) یکی از شهرهای کشور جمهوری خلق چین است. جمعیت آن در سال ۲۰۰۸ میلادی برابر ۱،۴۸۹،۱۴۶ نفر تخمین زده شده‌است . جمعیت آن با حومه بیش از شش میلیون نفر است .
سوژوو در استان جیانگ‌سو در شرق چین قرار گرفته‌است. مرکز این استان شهر نانجینگ است.

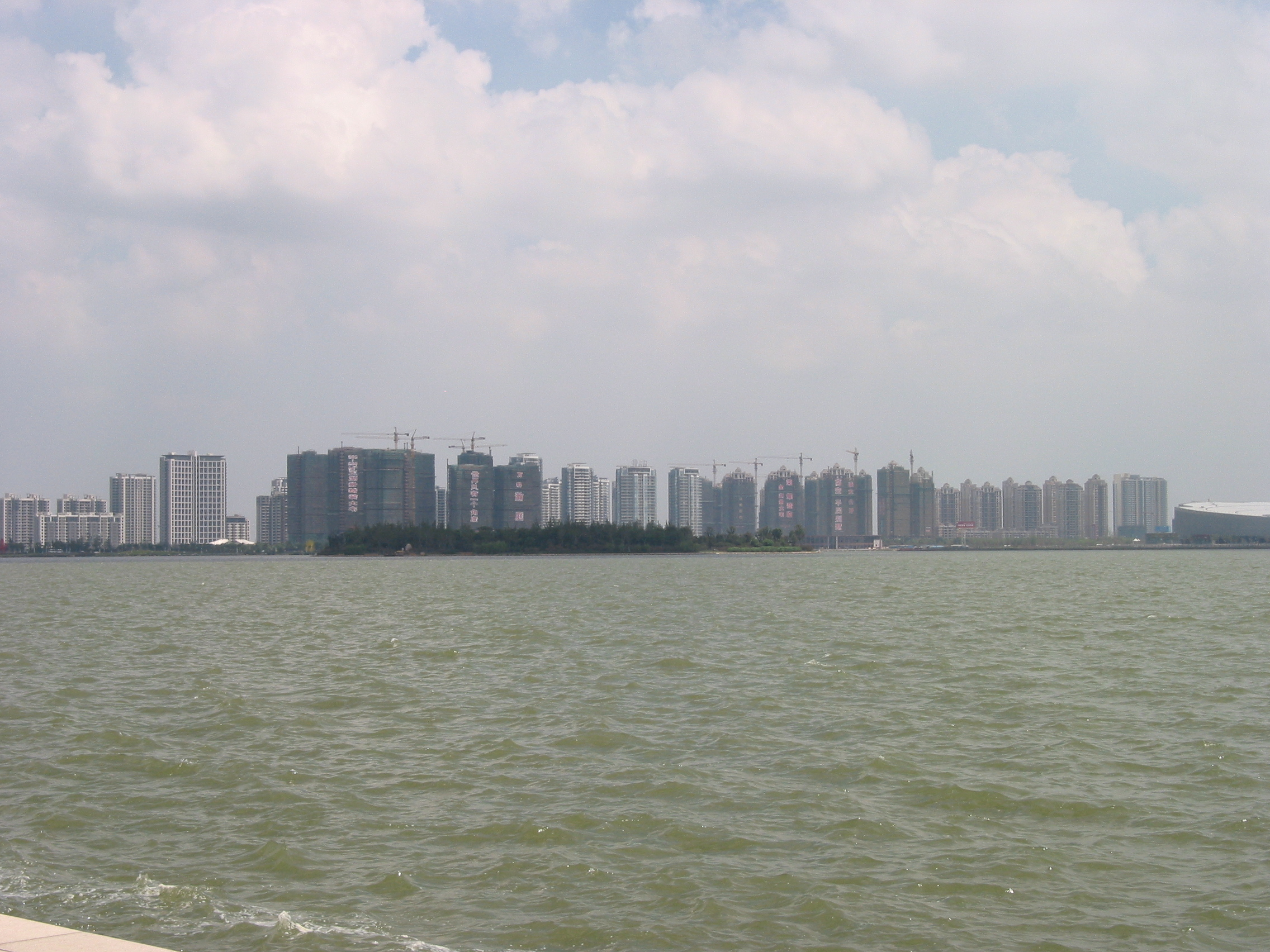
دورنمای شهر سوژوو.

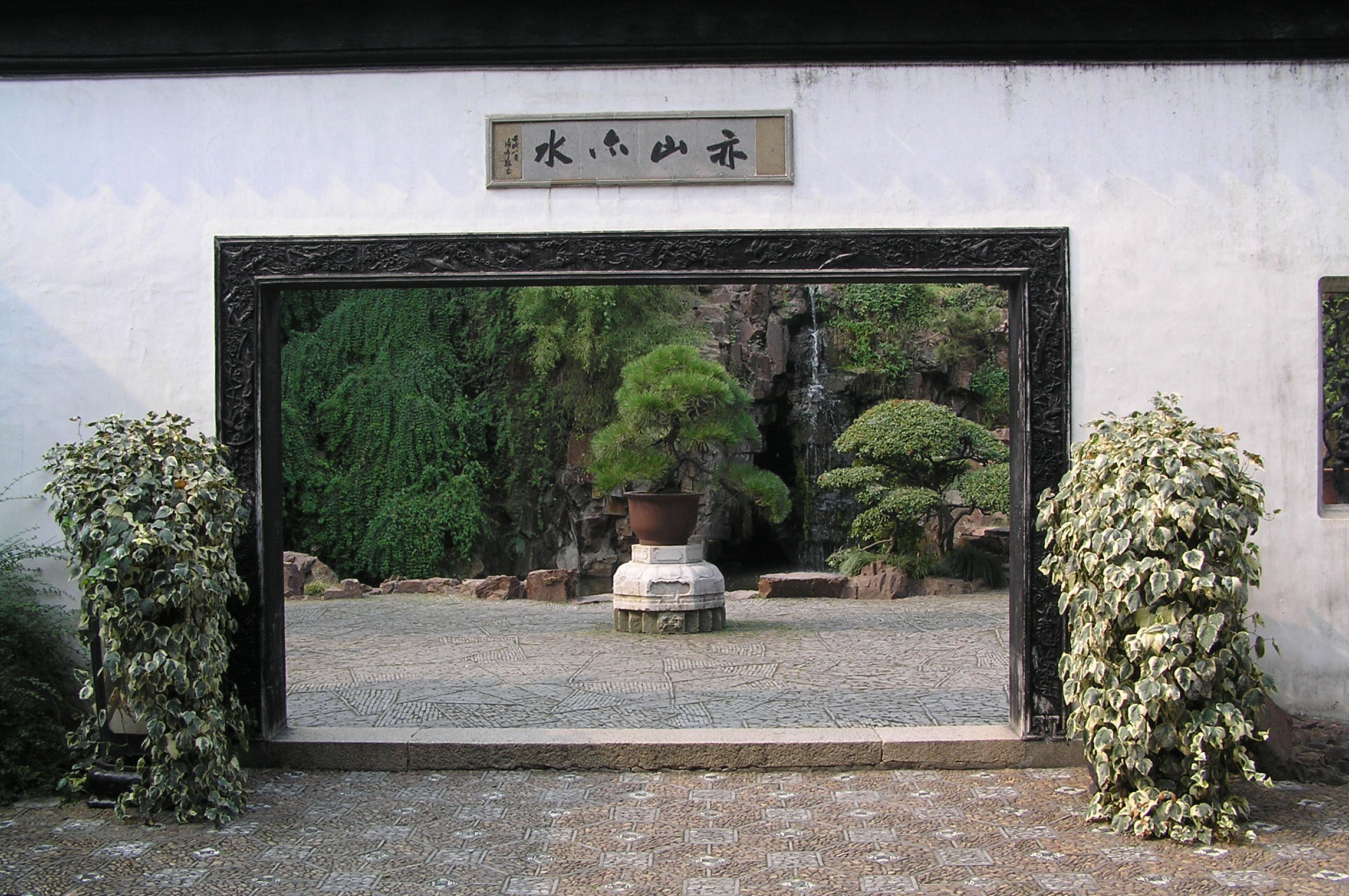
باغی در سوژوو.